# Дель Рио, Ана Мария
Ана Мария Дель Рио (исп. Ana María del Río; 1948, Сантьяго, Чили) — чилийский профессор литературы, писательница и феминистка. Среди её наград муниципальная литературная премия Сантьяго и премия Марии Луизы Бомбаль.

## Биография
Ана Мария изучала литературу в Католическом университете Чили и закончила аспирантуру в Университете Райса и Питтсбургском университете. Её работы были опубликованы в Чили, Испании, Аргентине и США. Её литературный дебют состоялся в 1985 году с её книгой Entreparéntesis, а через год она выпустила свой первый роман Óxido de Carmen, в котором говорится о женской предвзятости, преобладавшей в латиноамериканской женской литературе в 1980-х годах, что также заметно в работах Алессандры Луизелли, Марии Луиза Пуга, Элены Понятовска и Кармен Буллосы.

## Работы
Ниже приведён список её работ:
- Entreparéntesis (1985);
- Óxido de Carmen (—);
- De golpe, Amalia en el umbral (1991);
- Siete días de la señora K. (—);
- Tiempo que ladra (—);
- Bajo Techo: Antología de cuentos chilenos contemporáneos (1995);
- Gato por liebre (1995);
- A tango abierto (—);
- La esfera media del aire (1998);
- Carmenoxid (1999);
- Lita, la niña del fin del mundo (—);
- Ni a tontas ni a locas (2003);
- Amarilis (—);
- Cuentos chilenos: una antología (2006);
- La bruja bella y el solitario (—);
- La historia de Manú (—);
- Pero ahora no es verano (2011);
- Un niño de diez mil años (2011);
- Un esqueleto en vacaciones (—);
- Antologías diversas con apariciones de sus obras: «Historias de mentes» (2001);
- «Contando el cuento: antología joven narrativa chilena» R. Díaz Eterovich y Diego Muñoz V. (comp.) (1986);
- «Grandes cuentos del siglo XX» Camilo Marks (comp.) (2001).